# Corethrella canningsi
Corethrella canningsi är en tvåvingeart som beskrevs av Art Borkent 2008. Corethrella canningsi ingår i släktet Corethrella och familjen Corethrellidae. Inga underarter finns listade i Catalogue of Life.